# Boomerang
Boomerang je dječji kanal u vlasništvu Turner Broadcasting System. Početak emitiranja je zapravo bio 1992. kao dio dječjeg programa Cartoon Network, i to 4 sata tijekom vikenda. Kao zaseban kanal počinje s radom 1. travnja 2000.
Prisutan je na gotovo svim europskim tržištima, Bliskom Istoku, Australiji, Aziji, Latinskoj Americi i Južnoj Africi.
U Hrvatskoj se emitira putem platformi Iskon.TV, Evo TV-a, MaxTV-a i A1.

## Programi
Svoju popularnost najviše duguje emitiranju kultnih klasika crtanog filma kao što su:
- Duck Dodgers
- Dastardly And Muttley
- Hong Kong Phooey
- Looney Tunes
- Pink Panther
- Popaj
- Puppy In My Pocket: Adventures In Pocketville
- Scooby Doo
- The Flintstones
- The Jetsons
- The Perils of Penelope Pitstop
- Tom i Jerry
- Top Cat
- Wacky Races
- Yogi Bear

ali i emitiranju mnogih drugih crtanih filmova.

## Vanjske poveznice
- Turner Broadcasting System Europe  Arhivirana inačica izvorne stranice od 24. veljače 2011. (Wayback Machine)
- Službena stranica  Arhivirana inačica izvorne stranice od 7. listopada 2008. (Wayback Machine)
- TV raspored za područje Hrvatske  Arhivirana inačica izvorne stranice od 28. siječnja 2010. (Wayback Machine)